# Allparteienregierung
Unter einer Allparteienregierung oder Konzentrationsregierung wird in einer Demokratie eine Regierung verstanden, an der (fast) alle im Parlament vertretenen Parteien und Gruppierungen beteiligt sind. Allparteienregierungen werden häufig in Krisenzeiten, meistens während eines Notstands, gebildet, um gemeinsam eine Krise zu beenden oder bestimmte Bevölkerungsgruppen (häufig Minderheiten) nicht zu benachteiligen. Weitere verwendete Bezeichnungen sind Regierung der nationalen Einheit/Einheitsregierung oder Regierung der nationalen Rettung. Obwohl der Schweizer Bundesrat der Form nach eine Allparteienregierung ist, wird zwischen Konkordanzdemokratie und Allparteienregierung unterschieden. 

## Beispiele
- Deutschland: Nach der (Wieder-)Errichtung der Länder durch die Alliierten und den ersten Landtagswahlen nach dem Zweiten Weltkrieg wurden in den meisten Ländern Allparteienregierungen gebildet. In der DDR bildete sich im Zuge der friedlichen Revolution die Allparteienregierung Modrow.
- Frankreich: Während des Ersten Weltkriegs bildete Premierminister René Viviani im August 1914 eine Regierung der Union sacrée („geheiligter Bund“) aus allen im Parlament vertretenen Parteien. Diese hatte auch unter Vivianis Nachfolgern Aristide Briand (Oktober 1915 bis März 1917) und Alexandre Ribot bis September 1917 Bestand.
- Griechenland: 1974 nach dem Ende der Militärdiktatur bildete Konstantin Karamanlis zunächst eine provisorische Allparteienregierung, ehe am 17. November 1974 Parlamentswahlen stattfanden.[2]
- Israel: Nach dem Ausbruch des Sechstagekrieges formierte sich in Israel eine Regierung der nationalen Einheit unter Levi Eschkol.[3]
- Österreich: Allparteienregierungen gab es beispielsweise in Österreich in Deutschösterreich von 1918 bis 1919 unter Karl Renner und als „Konzentrationsregierung“ in der Zweiten Republik Österreich von 1945 bis 1947.
- Osttimor: Nachdem 2015 Premierminister Xanana Gusmão vorzeitig zurückgetreten war, gehörten der nächsten Regierung Mitglieder aller vier Parteien und Parteilose an.[4]